# Scooby's Mystery Funhouse
Scooby's Mystery Funhouse is een 30 minuten durende Amerikaanse animatieserie die werd uitgezonden van september 1985 t/m maart 1986 op ABC.
De serie bestond geheel uit afleveringen uit drie voorgaande Scooby-Doo series. Namelijk:
- Scooby-Doo and Scrappy-Doo filmpjes uit The Richie Rich/Scooby-Doo Show (1980–1982)
- Scooby-Doo and Scrappy-Doo filmpjes uit The Scooby & Scrappy-Doo/Puppy Hour (1982–1983)
- The All-New Scooby and Scrappy-Doo Show (1983–1984)

De serie werd geproduceerd door Hanna-Barbera Productions. Scooby's Mystery Funhouse. De serie bestond in totaal uit 21 afleveringen.

## Afleveringen
1. From Bad to Curse / Scoobygeist / The Hound of the Scoobyvilles (7 september, 1985)
2. Close Encounters of the Worst Kind / Scooby and the Barbarian / Where's the Werewolf? (14 september, 1985)
3. Captain Canine Cape / Scooby of the Jungle / Who's Minding the Monster (21 september, 1985)
4. Scoobsie / Scooby-Doo and Genie Poo / The Incredible Cat Lady Capers (28 september, 1985)
5. Basketball Bumblers / No Thanks, Masked Manx / Wizards and Warlocks (5 oktober, 1985)
6. Scooby a La Mode / Super-Teen Shaggy / The Maltese Mackerel (12 oktober, 1985)
7. Hoe-down Showdown / Mission Un-Dooable / Scooby's Gold Medal Gambit (19 oktober, 1985)
8. Hand of Horror / Scoo-be or Not Scoo-be / Who's Scooby-Doo? (26 oktober, 1985)
9. Double Trouble Date / Scooby's Peep-Hole Pandemonium / The Comic Book Caper (2 november, 1985)
10. Gem of a Case / South Pole Vault / The 'Dooby Dooby Doo' Ado (9 november, 1985)
11. Beauty Contest Caper / The Fall Dog / The Scooby Coupe (16 november, 1985)
12. Scooby and the Minotaur / Scooby Pinch Hits / Scooby Roo (23 november, 1985)
13. Hothouse Scooby / Punk Rock Scooby / Scooby 2000 (30 november, 1985)
14. Canine to Five / Hard Hat Scooby / Sopwith Scooby (7 december, 1985)
15. Robot Ranch / Scooby Doody Guru / Surpised Spies (14 december, 1985)
16. Pigskin Scooby / Scooby and the Beanstalk / Tenderbigfoot (21 december, 1985)
17. A Fright at the Opera / Invasion of the Scooby Snatchers / Scooby and the Bandit (28 december, 1985)
18. Dog Tag Scooby / Scooby at the Center of the World / Scooby's Trip to Ahz (4 januari, 1986)
19. Dinosaur Deception / Scooby of the Jungle / The Quagmire Quake Caper (11 januari, 1986)
20. No Thanks Masked Manx / The Crazy Carnival Caper / The Mark of Scooby (18 januari, 1986)
21. No Sharking Zone / Scooby-Doo and Cyclops Too / The Creature Came from the Chem Lab (25 januari, 1986)

## Stemmen
- Don Messick - Scooby-Doo, Scrappy-Doo
- Casey Kasem - Shaggy
- Heather North - Daphne